# Beetlejuice (musical)
Beetlejuice is een musical met muziek en tekst van Eddie Perfect en boek van Scott Brown en Anthony King. Het is gebaseerd op de gelijknamige film uit 1988. Het verhaal gaat over een overleden echtpaar dat de nieuwe bewoners van hun voormalige huis probeert weg te jagen en de hulp inroept van een slinkse bio-exorcist geest genaamd Betelgeuse (uitgesproken als "Beetlejuice"), die wordt opgeroepen door drie keer zijn naam te zeggen. Een van de nieuwe bewoners is een jong meisje, Lydia, dat te maken heeft met de dood van haar moeder en haar verwaarlozende vader.
De musical had een try-out periode in het National Theatre, Washington, D.C. in oktober 2018, voorafgaand aan de opening op Broadway in het Winter Garden Theatre op 25 april 2019. Het wordt geproduceerd door Warner Bros. Theatre Ventures (een eenheid van de franchise-eigenaar Warner Bros.). In verband met contractuele verplichtingen zou de laatste voorstelling van Beetlejuice in het Winter Garden gespeeld worden in juni 2021, maar vanwege de COVID-19-pandemie speelde de show zijn laatste voorstelling in dit theater op 10 maart 2020. Sinds 8 april 2022 is de musical weer te zien in een nieuw theater; The Marquis Theatre.

## Plot
De musical volgt voor het grootste gedeelte het plot van de film met enige aanpassingen zoals:
- De dood van Lydia's moeder wordt gebruikt als grote plotlijn. Het is de openingsakte.
- De Maitlands sterven door rotte planken waar ze doorheen vallen in hun huis.
- Beetlejuice had het huis van de Maitlands al in de gaten in de hoop dat er iemand zou sterven.
- The Handbook for the recently deceased wordt verstopt door Beetlejuice.
- Juno komt pas veel later voorbij en is het hoofd van: Netherworld Custom and Processing.
- Delia is niet getrouwd met Charles, maar aangenomen door hem als life-coach om Lydia te helpen.
- Otho heeft een veel kleinere rol en is in de musical Delia's spirituele adviseur en coach.
- Het exorcisme gaat fout en beïnvloedt Barbara. Beetlejuice helpt met het stoppen onder de voorwaarde dat Lydia met hem trouwt, nadat ze hiermee toestemde vlucht ze de Netherworld in waarna ze wordt achtervolgd door Charles voordat de toegangspoort sluit.

## Cast
| Karakter                         | Washington, D.C. (2018)                               | Broadway (2019)                                       | Broadway (2022)  |
| -------------------------------- | ----------------------------------------------------- | ----------------------------------------------------- | ---------------- |
| Beetlejuice                      | Alex Brightman                                        | Alex Brightman                                        | Alex Brightman   |
| Lydia Deetz                      | Sophia Anne Caruso, later opgevolgd door Presley Ryan | Sophia Anne Caruso, later opgevolgd door Presley Ryan | Elizabeth Teeter |
| Adam Maitland                    | Rob McClure, later opgevolgd door David Josefberg     | Rob McClure, later opgevolgd door David Josefberg     | David Josefberg  |
| Barbara Maitland                 | Kerry Butler                                          | Kerry Butler                                          | Kerry Butler     |
| Delia Schlimmer / Miss Argentina | Leslie Kritzer                                        | Leslie Kritzer                                        | Leslie Kritzer   |
| Charles Deetz                    | Adam Dannheisser                                      | Adam Dannheisser                                      | Adam Dannheisser |
| Maxie Dean                       | Danny Rutigliano                                      | Danny Rutigliano                                      | Danny Rutigliano |
| Maxine Dean / Juno               | Jill Abramovitz                                       | Jill Abramovitz                                       | Zonya Love       |
| Otho                             | Kelvin Moon Loh                                       | Kelvin Moon Loh                                       | Kelvin Moon Loh  |
| Skye the Girl Scout              | Dana Steingold                                        | Dana Steingold                                        | Dana Steingold   |

## Nummers
Akte I
- "Prologue: Invisible" - Lydia en Ensemble
- "The Whole "Being Dead" Thing" – Beetlejuice en Ensemble
- "Ready, Set, Not Yet" – Adam and Barbara
- "The Whole "Being Dead" Thing, Pt. 2" – Beetlejuice en Ensemble
- "The Whole "Being Dead" Thing, Pt. 3" – Beetlejuice†
- "Dead Mom" – Lydia
- "Fright of Their Lives" – Beetlejuice, Adam, Barbara en Ensemble
- "Ready Set, Not Yet" (reprise) – Barbara en Adam
- "No Reason" – Delia and Lydia
- "Invisible" (reprise)/"On the Roof" – Beetlejuice
- "Say My Name" – Beetlejuice, Lydia, Barbara en Adam
- "Day-O (Banana Boat)" – Delia, Charles, Maxie, Maxine en Ensemble‡

Akte II
- "Girl Scout" – Skye
- "That Beautiful Sound" – Beetlejuice, Lydia en Ensemble
- "That Beautiful Sound" (reprise) – Beetlejuice en Ensemble†
- "Barbara 2.0" – Barbara en Adam
- "The Whole "Being Dead" Thing, Pt. 4" – Beetlejuice†
- "Good Old Fashioned Wedding" – Beetlejuice†
- "What I Know Now" - Miss Argentina en Ensemble
- "Home" - Lydia
- "Creepy Old Guy" – Lydia, Adam, Barbara, Beetlejuice, Charles, Delia en Ensemble
- "Jump in the Line (Shake, Senora)" / "Dead Mom" (reprise) / "Home" (reprise) / "Day-O" (reprise) – Lydia, Barbara, Adam, Delia en Charles‡

Opmerkingen

† Niet op de CD

‡ Nummers uit de originele film

## Uitgaves van de muziek
The Original Broadway Cast Recording werd digitaal uitgebracht op 7 juni 2019, door Ghostlight Records.
Op 30 oktober 2020 verscheen een album getiteld: Beetlejuice - The Demos! The Demos! The Demos!. Dit werd uitgebracht door Ghostlight Records met 24 tracks van demo-opnames van de musical's componist-tekstschrijver Eddie Perfect. Hij had deze demos opgenomen tussen 2014 en 2019 tijdens de ontwikkeling van de musical. Het bevat zowel huidige als geknipte nummers uit de musical, evenals commentaar van Perfect.